# NGC 477
NGC 477 est une vaste galaxie spirale intermédiaire située dans la constellation d'Andromède. NGC 477 a été découverte par l'astronome germano-britannique William Herschel en 1786.

## Caractéristiques
Sa vitesse par rapport au fond diffus cosmologique est de 5 610 ± 20 km/s, ce qui correspond à une distance de Hubble de 82,7 ± 5,8 Mpc (∼270 millions d'al).
À ce jour, 19 mesures non basées sur le décalage vers le rouge (redshift) donnent une distance de 90,063 ± 22,943 Mpc (∼294 millions d'al), ce qui est à l'intérieur des valeurs de la distance de Hubble. Notons cependant que c'est avec la valeur moyenne des mesures indépendantes, lorsqu'elles existent, que la base de données NASA/IPAC calcule le diamètre d'une galaxie et qu'en conséquence le diamètre de NGC 477 pourrait être d'environ 60,2 kpc (∼196 000 al) si on utilisait la distance de Hubble pour le calculer.
La classe de luminosité de NGC 477 est III et elle présente une large raie HI.
Selon la base de données Simbad, NGC 477 est une galaxie active de type Seyfert 2.

## Supernova
La supernova SN 2002jy a été découverte dans NGC 477 le 17 décembre 2002 par les astronomes amateurs britannique Ron Arbour et belge Tonny Vanmunster. Cette supernova était de type Ia.